# Ítalo Cerqueira (modelo)
Ítalo Cerqueira Rodrigues (Rio de Janeiro,  19 de setembro de 1992)  é um modelo e militar brasileiro, conhecido por ter vencido a competição de Mister Brasil CNB 2019, sendo o primeiro e até então único afro-brasileiro  a conquistar tal feito desde o início da competição, em 1996. Também teve a sua segunda colocação na disputa de Mister Supranational 2019, realizado na Polônia.

## Sobre
Sargento do exército  e estudante de Direito, Cerqueira nasceu no Rio de Janeiro e mudou-se ainda pequeno para João Pessoa, na Paraíba (Estado este que representou na disputa nacional). Ele possui um irmão-gêmeo. Sobre sua migração, comentou ao portal G1:
| “ | Meu pai é militar aposentado e, quando eu era criança, ele foi transferido para trabalhar na Paraíba. Toda a família, então, mudou-se. Sempre digo que o sangue e o sotaque são de carioca, mas o coração é paraibano. | ” |

Ainda durante a entrevista, destacou a representatividade que sua vitória atestava e a quebra de padrões  em concursos de beleza:
| “ | Sou o primeiro negro a vencer o concurso. E, para mim, isso é muito marcante. O título de Mister Brasil CNB não destaca apenas meu nome e minha imagem: é o negro em evidência. O preconceito ainda é muito grande no nosso país. Precisamos ocupar todos os espaços, inclusive, o mundo da beleza, que por tanto tempo repetiu padrões ditados pela moda, valorizando uns e excluindo tantos outros. | ” |

## Concursos de beleza

### Mister Paraíba CNB
Coordenado pelo empresário George Azevedo e produção do diretor de moda George Dellameida, o evento para a escolha do mais belo paraibano aconteceu no histórico "Timbau Hotel", na capital, sob a apresentação de Cacá Barbosa e Natália Taveira (Miss Paraíba 2010). Disputando o título com outros dezenove (19) concorrentes, Ítalo venceu a competição e carimbou seu passaporte rumo ao título nacional.

### Mister Brasil CNB
Representando o Estado em que mora e que lhe acolheu, Ítalo defendeu as cores preto e vermelha no Mister Brasil CNB 2019 disputando o título com outros trinta e nove (39) candidatos em Bento Gonçalves, no Rio Grande do Sul. Na competição, conseguiu destaque e acabou o levando o título nacional e o prêmio de mais elegante, sendo o primeiro negro a obter tal feito na história do concurso. Na ocasião, deixou na segunda colocação o candidato de Santa Catarina Luan Antonelli e na terceira posição o representante da "Baixada Santista", Matheus Giora.

### Mister Supranational
A vitória no nacional garantiu ao modelo o direito de representar o Brasil na quarta edição do Mister Supranational, evento voltado para o ramo televisivo e descoberta de new faces realizado anualmente na Polônia. Em solo europeu, Ítalo conseguiu o grande feito de obter a segunda colocação, perdendo a faixa apenas para o norte-americano Nate Crnkovich  em 7 de dezembro de 2019. Competindo contra outros trinta e nove (39) candidatos, o carioca radicado na Paraíba ainda ficou entre os finalistas da etapa de melhor talento e digital influencer.